# 卡通-卡拉蓋區
卡通-卡拉蓋區是哈薩克斯坦的一個區，位於該國東部，由東哈薩克斯坦州負責管轄，首府是烏爾肯納倫，面積13,167平方公里，2013年該區人口28,008。